# Mama Said Knock You Out
Pour les articles homonymes, voir Mama Said.
Albums de LL Cool J
Walking with a Panther
(1989) 14 Shots to the Dome
(1993)
Singles
1. To da Break of Dawn
Sortie : 17 juin 1990
2. The Boomin' System
Sortie : 2 août 1990
3. Around the Way Girl
Sortie : 6 novembre 1990
4. Mama Said Knock You Out
Sortie : 26 février 1991
5. 6 Minutes of Pleasure
Sortie : 30 mai 1991

Mama Said Knock You Out est le quatrième album studio de LL Cool J, sorti le 4 septembre 1990.
L'album a relancé l'image hardcore de LL Cool J, lui conférant un gros succès commercial et de bonnes critiques. Il s'est classé 2e au Top R&B/Hip-Hop Albums et 16e au Billboard 200 et a été certifié double disque de platine par la Recording Industry Association of America (RIAA) le 3 janvier 1992. Il fait partie des 1001 albums qu'il faut avoir écoutés dans sa vie.

## Liste des titres
| No  | Titre                                                              | Contient un (des) sample(s) de | Durée |
| --- | ------------------------------------------------------------------ | --- | ----- |
| 1.  | The Boomin' System                                                 | Funky Drummer de James Brown The Payback de James Brown Hold On d'En Vogue Cheesy Rat Blues de LL Cool J Bring the Noise de Public Enemy You Gots to Chill d'EPMD | 3:43  |
| 2.  | Around the Way Girl                                                | All Night Long des Mary Jane Girls Impeach the President des Honey Drippers Risin' to the Top de Keni Burke | 4:08  |
| 3.  | Eat Em Up L Chill                                                  | Don't Change Your Love des Five Stairsteps | 4:39  |
| 4.  | Mr. Good Bar                                                       | Cramp Your Style d'All the People featuring Robert Moore UFO d'ESG Get Up, Get Into It, Get Involved de James Brown | 3:44  |
| 5.  | Murdergram                                                         | Moment of Truth d'Earth, Wind & Fire My Thang de James Brown UFO d'ESG | 3:56  |
| 6.  | Cheesy Rat Blues                                                   | Soul Vibrations de Kool & the Gang Vapors de Biz Markie Better Half de Maceo & All the King's Men | 5:09  |
| 7.  | Farmers Blvd. (Our Anthem) (featuring Big Money Grip, Bomb et HIC) | Brother's Gonna Work It Out de Willie Hutch Mack Man de Willie Hutch I Wrote a Simple Song de Billy Preston | 4:28  |
| 8.  | Mama Said Knock You Out                                            | Trip to Your Heart de Sly & the Family Stone Funky Drummer de James Brown Gangster Boogie des Chicago Gangsters Sing a Simple Song de Sly & the Family Stone Hook and Sling - Part I d'Eddie Bo Raw de Big Daddy Kane Rock the Bells de LL Cool J Do or Die Bed Sty des Divine Sounds Spoonin' Rap de Spoonie Gee | 4:52  |
| 9.  | Milky Cereal                                                       | | 3:56  |
| 10. | Jingling Baby (Remixed But Still Jingling)                         | | 4:59  |
| 11. | To da Break of Dawn                                                | Joyous de Pleasure Got to Get 'Cha de Maceo & All the King's Men The Rifleman de TeeVee Toons, Inc. Give It Up or Turnit a Loose (Remix) de James Brown | 4:34  |
| 12. | 6 Minutes of Pleasure                                              | Ike's Mood I d'Isaac Hayes The Show de Doug E. Fresh, Slick Rick and The Get Fresh Crew Funky President de James Brown | 4:35  |
| 13. | Illegal Search                                                     | The Breakdown (Part II) de Rufus Thomas | 4:34  |
| 14. | The Power of God                                                   | Think 73' de James Brown | 4:20  |